# 1999 KK15
1999 KK15 är en asteroid i huvudbältet som upptäcktes den 20 maj 1999 av LINEAR i Socorro County, New Mexico.
Den tillhör asteroidgruppen Eunomia.